# Puccinia striiformis
Puccinia striiformis är en svampart. Puccinia striiformis ingår i släktet Puccinia och familjen Pucciniaceae.  Den orsakar gulrost på vete. 

## Underarter
Arten delas in i följande underarter:
- dactylidis
- striiformis

## Källor

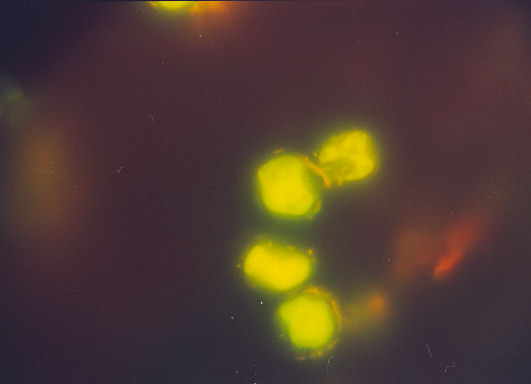
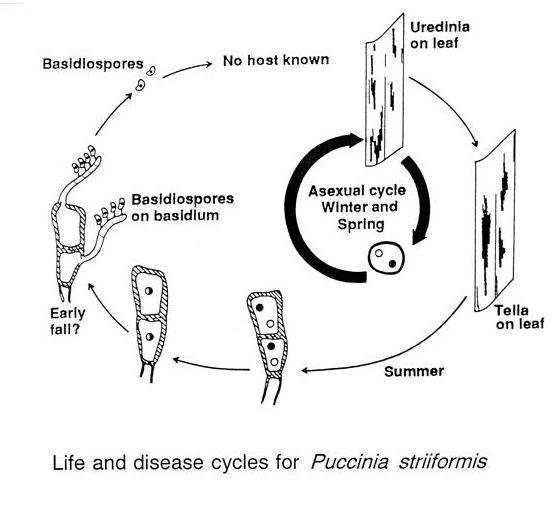